# Mary Tibaldi Chiesa
Mary Tibaldi Chiesa (Milano, 28 aprile 1896 – Milano, 23 giugno 1968) è stata una scrittrice, traduttrice e politica italiana.

## Biografia
Mary Chiesa era figlia di Eugenio Chiesa, uno dei fondatori del Partito Repubblicano Italiano (PRI) nel 1895. Fu attiva come pubblicista e fu una scrittrice molto prolifica. Pubblicò numerosi scritti di divulgazione musicale, varie biografie di musicisti, oltre a traduzioni, manuali, libretti, libri per ragazzi. Candidata nelle liste del PRI alle elezioni politiche del 1948, venne dichiarata eletta nel giugno del 1949 in seguito al riconteggio delle schede, dopo che in un primo momento il seggio era stato assegnato al suo compagno di partito Enrico Parri, e in conseguenza dell'elezione di Randolfo Pacciardi al collegio unico nazionale.
Europeista e mondialista convinta, la Tibaldi Chiesa fu strenua sostenitrice del necessario superamento della dimensione dello Stato nazionale e propugnatrice della nascita di una federazione continentale. Come ha sottolineato Silvio Berardi, per Mary Tibaldi Chiesa "la nascita degli Stati Uniti d'Italia, secondo gli insegnamenti di Cattaneo, diveniva la condicio sine qua non per il raggiungimento dell'obiettivo finale: gli Stati Uniti d'Europa".
Fu membro dell'Ordine massonico misto internazionale Le Droit Humain. 

## Opere (selezione)

### Narrativa
- Come una fiaba: romanzo, Milano: Treves, 1928
- Figli delle muse: Romanzo, Milano: Baldini e Castoldi, 1930
- A tutte le allodole deve crescere il ciuffo: romanzo per giovanette di sedici anni e più, Ed. Genio, 1952

### Biografie di musicisti
- Schubert: la vita, l'opera, Milano; Roma: Treves : Treccani : Tumminelli, 1932
- Vita romantica di Liszt, Milano: Treves, 1937
- Cimarosa e il suo tempo, Milano: Aldo Garzanti già Fratelli Treves, 1939
- Paganini: la vita e l'opera, Milano: Garzanti, 1940
- Ciaikovsky: la vita e l'opera, Milano Garzanti, 1943

### Letteratura per l'infanzia
- La principessa nera e il soldato senza paura; illustrato da Vsevolod Nicùlin, Milano: O. Cibelli, 1940
- I tre giganti; illustrato da Vsevolod Nicùlin, Milano: O. Cibelli, 1940
- L'oro fatale: miti e leggende del Nord trascritti dall'Edda e dalle antiche saghe scandinave, danesi e islandesi, Milano: U. Hoepli, 1953; IV edizione: Milano: Edizioni della Terra di mezzo, 2009, ISBN 978-88-86026-75-8
- Fiabe e leggende di ogni paese, Bologna: Carroccio, 1961
- Le fate: fiabe celebri, Milano: Signorelli, 1963
- Leggende della Valle d'Aosta; narrate da Mary Tibaldi Chiesa, Milano: Signorelli, 1963
- Le mille e una notte; nuova trascrizione di Mary Tibaldi Chiesa, Milano: Hoepli, 1979, ISBN 88-203-0488-0
- I mille e un giorno: antiche novelle orientali; nuova versione di Mary Tibaldi Chiesa, Milano: Hoepli, 1981, ISBN 88-203-0487-2
- Letteratura infantile, Milano: Garzanti, 1965
- Riduzioni per la collana La Scala d'oro, Torino: UTET:
  - Nel paese delle fate: Fiabe e leggende di tutti i paesi; illustrazioni di Gustavino (1932)
  - Le storie maravigliose: fiabe e leggende di tutti i paesi; illustrazioni di Gustavino (1933)
  - Lo scrigno magico: Fiabe e leggende di tutti i paesi; illustrazioni di Aleardo Terzi (1934)
  - Jules Verne, Ventimila leghe sotto i mari; illustrazioni di Guido Moroni Celsi (1934)
  - La leggenda di Faust; illustrazioni di Mario Zampini (1939)
  - Jules Verne, I figli del capitano Grant; illustrazioni di Guido Moroni Celsi (1942)
  - Costumi dei popoli antichi; illustrazioni di Mario Zampini (1944)
  - Jules Verne, L'isola misteriosa; illustrazioni di Sergio Toppi (1944)
  - La leggenda aurea degli dei e degli eroi; illustrazioni di Maria Grazia Boccardi (1944)
  - Lev Tolstoj, Guerra e pace; illustrazioni di Carlo Parmeggiani (1945)

### Versi per musica
- Traduzione italiana de "Furst Igor" di A. Borodin, Paris: London; New York: Bessel & co; Berlin; Leipzig: Breitkopf & Hartel, 1926
- Traduzione italiana de "Arabische melodie" di A. Borodin, Paris: London; New York: Bessel & co; Berlin; Leipzig: Breitkopf & Hartel, 1926
- Meriggio: Per canto e pianoforte, musica di Guido Farina, Milano: G. Ricordi e C., 1934
- Nuvole: per canto e pianoforte, musica di Alberto D'Erasmo, Milano: G. Ricordi e C., 1934
- Versione ritmica italiana di Il cammino invisibile (Der unsichtbare weg), opera lirico-drammatica di Luigi Malatesta, 1948
- Traduzione delle Liriche di Robert Burns su antiche arie scozzesi, Venezia: Fondazione Giorgio Cini, Centro di cultura e civiltà, 1958